# 日本長期信用銀行
株式会社日本長期信用銀行（にっぽんちょうきしんようぎんこう、英: The Long-Term Credit Bank of Japan, Limited LTCB）は、かつて存在した日本の長期信用銀行。長銀（ちょうぎん）の愛称で親しまれた。SBI新生銀行の前身。
吉田内閣が打ち出した「金融機関の長短分離」政策（短期金融は普通銀行、長期金融は長期信用銀行と信託銀行に担当させる）に沿って1952年に設立され、日本興業銀行・日本債券信用銀行とともに長期資金の安定供給を目的にしていた。また、吉田茂・池田勇人と連なる自民党宏池会との関係が深かった。
バブル景気時には積極的な融資拡大路線を行っていたが、それが仇となってバブル崩壊後の不況で巨額の不良債権を抱えてしまい、最終的に1998年に経営破綻・一時国有化され、山一證券や北海道拓殖銀行と並んで平成不況を象徴する大型倒産事例となった。その後は競争入札によってアメリカの投資ファンド・リップルウッドを中心とした投資組合に売却され、2000年に新生銀行に改称した。2021年にSBIホールディングスが連結子会社化、SBIグループの一員に。2023年にSBI新生銀行となった。

## 沿革

### 設立
1952年（昭和27年）6月、当時の池田勇人大蔵大臣主導のもとに設備資金等長期資金の安定供給を目的として長期信用銀行法が成立、同年12月に施行された。この法律に基づき、戦前から金融債を発行していたかつての特殊銀行のうち、短期金融を中心とした普通銀行を志向して長期信用銀行への転換を選ばなかった日本勧業銀行（後の第一勧業銀行・現みずほ銀行）及び北海道拓殖銀行の長期金融部門を元に、他の金融機関の支援も得た上で1952年（昭和27年）12月資本金7億5,000万円をもって株式会社日本長期信用銀行が設立された。
初代頭取には大蔵省出身の原邦道（日本製鐵副社長・野村証券会長等を歴任）、副頭取には濱口巌根（日本勧業銀行副頭取。後に長銀第二代頭取で濱口雄幸の次男）が就任した。濱口雄幸は池田勇人が大蔵省入省の際の大蔵大臣という関係から、以来、濱口巌根は池田と昵懇だった。日本勧業銀行の権力闘争に敗れた濱口巌根の抜擢は池田によるもの。濱口巌根とともに長銀へ移ったのが杉浦敏介である。
本店は千代田区九段の日銀分館に置かれた。1953年（昭和28年）1月に大阪支店、同2月に札幌支店を開設、さらに地方銀行を代理店とする代理貸制度を創設、外国為替業務の認可も得て、業務体制を整備した。
この間、日本経済は鉄鋼・電力・石炭・海運の4重点産業への傾斜生産方式による近代化を軸に経済発展の基礎を固めたが、長銀はこの期間の設備貸出純増の50%強を4重点産業に振り向けている。収益も1954年（昭和29年）3月期には黒字に転換、1954年9月期には配当（普通株5分）を開始し、基礎が固まった。

### 高度成長からバブル経済へ
1955年（昭和30年）からの日本経済は高度経済成長期を迎えた。特に前半の高度成長を支えたのは鉄鋼・石油化学・合繊・自動車・家電・工作機械など製造業の設備投資で、産業構造の高度化が著しく促進された。長銀の貸出額でみると、1956年（昭和31年）3月末の貸出残高は1,039億円であったが、1962年（昭和37年）3月末には4,059億円と4倍に増加、平均伸び率25.7%に達する急成長を遂げた。
また、代理貸制度を1958年（昭和33年）には従来の地方銀行に加えて、相互銀行・信用金庫に拡大し、地方の長期資金供給の充実を図った。営業網は1956年（昭和31年）9月に本店を千代田区丸の内の東京ビルに移転。さらに1958年12月に名古屋、1959年（昭和34年）12月に福岡、1962年（昭和37年）3月に仙台、1962年9月に金沢、1964年（昭和39年）3月に高松、1966年（昭和41年）5月に広島に、それぞれ支店を開設して、国内ブロック店舗の整備を完了した。
資金調達面では、割引金融債「ワリチョー」や、利付金融債「リッチョー」、「リッチョーワイド」といった長期信用債券を携え、債券（5年物利付金融債、1年物割引金融債）の発行残高は1956年3月末の1,078億円から1962年3月末4,171億円へと貸出同様の伸びをみせた。債券の内訳では、1956年3月末の利付債と割引債の比率10対1が、1962年3月末には3対1と割引債の比重が高まった。
貸出面では1962年以降、高度経済成長期には産業金融の分野で一定の役割を果たしたが、重厚長大産業の資金調達が間接金融から直接金融へシフトするにつれ、4重点産業と重化学工業向けの比率が低下する。こうした中、1971年（昭和46年）～1989年まで頭取・会長を務めた杉浦敏介（1958年から取締役、1971年から1978年（昭和53年）は頭取を務め、1989年まで会長）の下、危うくなった存立基盤を補強するため、その他製造業・不動産・流通・サービス等、新興企業に対して積極的な融資を推進し、貸出先が多様化した。また1973年（昭和48年）、経営不振にあったリコー系の日本リースへの役員派遣をきっかけに同社を掌握、1983年（昭和58年）には長銀出身の社長が誕生する。同社は長銀の別働隊として不動産融資に注力し、同じくバブル崩壊後に不良債権を築き上げることになる。杉浦の19年間の頭取・会長在任期間に行員の福利厚生が充実した反面、本部企画部門を中心とする側近政治の弊害を招いたといわれる。

### 国際化と証券化の進展
金融の国際化についても、積極的に取り組み、1964年（昭和39年）10月、ニューヨークに初の海外駐在員事務所を開設。1971年（昭和46年）3月にロンドン、1972年（昭和47年）9月にシドニー、1973年10月にアムステルダムにそれぞれ駐在員事務所を開設。1973年7月、初の海外支店としてロンドン支店を開設。以後、ニューヨーク・ロサンゼルス・シンガポール・シカゴ・ケイマン・パリなどに支店が設置され、アメリカ・ヨーロッパ・アジアでの拠点を確立している。
国際業務面では、外為取扱実績が拡大し、特に1972年以降は国際的なシンジケートローン、私募債引受など長期資本取引が主要な業務となり、海外市場における証券引受・販売業務を積極的に展開した。証券ネットワークについては、1979年（昭和54年）9月、ロンドンに長銀インターナショナルを設立し、ユーロ債発行・流通市場で業務を開始した。また、その後、スイス長銀・ドイツ長銀・アジア長銀（香港）・シンガポール長銀を相次いで設立した。北米では、1988年（昭和63年）6月、グリニッチ・キャピタル・マーケット社（コネチカット州）を買収し、米国政府証券・モーゲージ証券の引受・販売を行い、プライマリー・ディーラーとしてトップクラスの評価を得た。1983年4月には長銀経営研究所を設立している。
長期金融の専門銀行として成長してきた長銀は、金融債の発行を通して、従来から証券分野と深くかかわり、国内市場においても国内債受託業務、私募債アレンジ業務、円建て外債（サムライ債）受託業務、公共債の引受・ディーリング業務等を中心に、内外の顧客に資本市場での調達・運用サービスを提供した。1993年度において、円建て外債の受託では主受託12件をつとめ、件数・金額とも邦銀中第1位となった。また、金融制度の改革に伴い、銀行子会社を通ずる証券会社の設立が認められると、1993年（平成5年）7月、100%出資で長銀証券株式会社が設立された。これにより、内外証券機能が一層充実することになった。

### バブル崩壊と経営悪化
1988年（昭和63年）、当時の頭取・酒井守は常務会において新たな経営計画を提示した。その内容は、これまでの少数精鋭による投資家向けの金融商品の販売などを柱とした経営戦略から大転換し、行員の大量採用によって不動産関連融資を拡大しようという内容だった。この常務会の席上、「将来の頭取候補」と呼ばれた役員の1人が強い口調で慎重論を唱えたが、あっさりと却下されたばかりか、まもなく、関連会社への出向を命じられた。翌1989年（平成元年）4月、融資拡大を積極的に進める「第六次長期経営計画」がスタートされ、同年6月、堀江鉄弥が頭取に就任、積極的な融資攻勢を行った。反面、この「第六次長期経営計画」反対派とレッテルを張られた役員らは、出向などの形で長銀から放逐されていった。仲間意識を求める長銀の伝統が強く支配していたとされる。
こうして、バブル景気末期には、貸出残高における流通・サービス・建設・不動産、住宅金融専門会社を中心とする金融業・保険業向けのシェアが高くなっていたが、バブル崩壊後に多額の不良債権を抱え込む結果となった。中でも、杉浦が融資を後押したイ・アイ・イ・インターナショナルに対する債権3,800億円が焦げ付いたことは致命傷となり、多額の不良債権の償却を余儀なくされた。また同グループ関連で経営危機に陥った東京協和信用組合と安全信用組合の支援（二信組事件）のため多額の出資も行った。このため、1990年代後半より経営不安がささやかれるようになる。
特にノンバンクへの融資が突出しており、長銀系列の御三家ノンバンクである日本リース、日本ランディック、エヌイーディーの3社は、1997年の時点で総計約1兆2000億円の不良債権を作った（業界二位の日本リース社の債務は更に膨らみ、後に約2兆1800億円と戦後最大の倒産）。
1991年（平成3年）12月末の役員会で、堀江頭取は鈴木克治専務より「グループ全体の不良債権額が2兆4千億円を超えました」と報告を受けたが、堀江が採用した対応策は本部事業推進室が中心となり受け皿会社に不良債権を「飛ばす」事であった。堀江は頭取在任中この対応策を見直そうとせず、1994年（平成6年）2月には、より本格的に不良債権隠しを進めた。
バブル期には不動産開発の審査が杜撰になっており、特にバブル崩壊後に調査された海外案件は「開発目的で取得した土地に開発許可が下りておらず二束三文にしかならない」「一流ホテル建設予定地に多数の路上生活者が住み着いている」「最高級リゾートの建設地だが、浅瀬であり一日の半分は水没している」などと散々な事例ばかりであった。アメリカの貿易赤字是正のために日本銀行から課された貸出増額枠、いわゆる「日銀枠」が課され、貸出枠が減ることを恐れた長銀を含む各銀行はそれを消化するために必死になり、これも融資管理が杜撰になった原因とされる。バブル崩壊後に行った地価のシミュレーションにおいても「今後10年の地価が下落する」というシミュレーションを想定しておらず、このような土地神話に基づく楽観論も長銀を後に苦しめた。

### 公的資金注入
1997年11月の三洋証券の経営破綻以降、山一證券や長銀の設立に関係していた北海道拓殖銀行が経営破綻した。このような、日本の金融機関をめぐる経営環境が日々悪化する中で、1998年（平成10年）3月、金融機能安定化措置法案に基づく金融危機管理審査委員会の決定により、1,766億円の公的資金が注入される。しかし、1998年3月期決算において大野木克信頭取ら経営陣は粉飾決算に手を染めた（長銀粉飾決算事件）。不良債権処理に約8,000億円が必要と認識しながら、実際には約6,000億円の処理にとどめ、結果として71億円を違法配当し有価証券報告書に虚偽記載をすることになる。
1998年、長銀はスイス銀行（旧：SBC・現：UBS）と提携し活路を見出そうとする。この時、長銀は「不良債権の抜本処理に必要な額は5,000億円」と説明していたが、スイス銀行は、その粉飾を見抜き9,200億円が必要と主張、交渉は膠着し進展を見なかった。結局、合弁の証券子会社である長銀ウォーバーグ証券を乗っ取られ逆に市場で長銀株を空売りされるなど、この提携は局面を打開するには至らなかった。

### 経営破綻
1998年6月までに、200円前後で推移していた東京証券取引所での株価であったが、1998年6月に月刊「現代」に、経営危機に関するスクープ報道がなされると、株価は急落、以後、経営は迷走を続け長銀は当事者能力を失い、日本国政府主導で他行による救済合併が検討された。同年7月22日には49円の額面割れ、8月11日は最安値の39円をつける。ムーディーズは格付けを「Ba1」から「B1」へ3段階引き下げた。
同じく経営危機に陥っていた日本債券信用銀行との一括救済や、もともと同根である第一勧業銀行との合併など、連日のようにめまぐるしく違う相手による救済合併・提携が報じられる中、同年6月26日、当時大手行の中では優良な財務体質であった住友信託銀行との合併が発表された。しかし、この発表後に、格付け機関による住信の格下げ・住信株価急落などマイナス評価が集中し、住信内に合併慎重派が台頭した。また住信首脳も長銀の不良債権の規模から救済を躊躇し始めた。
同年7月30日、小渕恵三内閣が発足し、長銀との関係が深い宏池会領袖・宮澤喜一が大蔵大臣に就任する。小渕内閣発足当初から、長銀の経営危機は重要な経済課題であり、小渕内閣総理大臣自らが住信社長を当時の首相官邸に呼び合併を説得するが、同年10月、最終的には住信からの申し出により合併は破談となった。
この破談直後から、長銀救済は与野党間の政争の具と化していたが、結局は日本国政府による直接救済が検討され、1998年10月の金融国会において、金融再生法が10月12日、続く早期健全化法が10月16日に可決成立。最後の東京証券取引所の株価は2円で10月23日、形式的には長銀自身の申し出に基づき特別公的管理銀行として一時国有化され、長銀の株券は紙屑となった。

### 旧経営陣のその後
当初、1998年（平成10年）9月末時点での金融監督庁検査では、有価証券の含み損を含めて債務超過額は3,400億円とされていた。しかし、その後の資産査定の結果、債務超過は国有化時点で2兆円を上回っていたことが判明する。その後、投入された公的資金は約7兆9,000億円、そのうち債務超過の補填分約3兆6,000億円は損失が確定。さらに、前述の瑕疵担保条項の行使で、預金保険機構を通じ国が買い取った債権も将来的には損失が予想され、最終的な国民負担額は4-5兆円に達するとされる。
1999年（平成11年）6月、東京地方検察庁特別捜査部は、粉飾決算容疑で、大野木元頭取ら旧経営陣3名を証券取引法違反容疑で逮捕した（長銀事件）。2002年（平成14年）9月、一審・東京地裁は有罪判決。2005年（平成17年）6月、二審・東京高裁は控訴棄却、大野木被告は懲役3年・執行猶予4年、元副頭取の鈴木克治・須田正己両被告はいずれも懲役2年・執行猶予3年とした。しかし、2008年（平成20年）7月18日、最高裁は1審及び2審の判決を破棄し、当時においては新しい基準において関連ノンバンクに対する引当をすることが求めているか不明確であったなどとして、関連ノンバンクについては従来の会計基準にしたがっても違法ではなかったとして無罪を言い渡した。
長銀の不良債権を引き継いだ整理回収機構は、
1. 1998年3月期決算などの違法配当
2. 関連ノンバンクへの不正融資
3. リゾート開発会社への過剰融資

等を理由に、元頭取の堀江鉄弥・大野木克信ら旧経営陣14名に対して計5件・総額約94億円の賠償を求めて提訴した。このうち、2. に関して、2004年（平成16年）3月、一審・東京地裁は、融資の一部に「銀行の公共性に反し裁量逸脱があった」として鈴木克治元副頭取と千葉務元常務に計11億円の賠償を命じたが、控訴審にて其々2,500万円の賠償にて和解が成立した。ただし、1. に関しては、2005年5月の一審・東京地裁、2006年（平成18年）11月の二審・東京高裁は共に「違法な会計処理ではない」として請求を棄却した。最高裁も、2008年7月に、1. に関する整理回収機構側の上告を棄却する決定を出した。
長銀破綻後の新経営陣は内部委員会による調査を行い、1999年6月、民事責任追及に関する最終報告をまとめた。これに基づき、
1. 1997年（平成9年）9月期中間決算及び1998年3月期決算における違法配当
2. イ・アイ・イ・インターナショナルに対する融資
3. 日本海洋計画に対するプロジェクトに対する融資
4. 長銀主要関連ノンバンクの日本リース・日本ランディック・エヌイーディーの3社に対する支援について長銀に損害を与えた

として、元会長・増澤高雄、元頭取・堀江鉄弥及び大野木克信を含む旧経営陣15人に対し、総額63億円の賠償を求める提訴を行った。
一方で、1999年5月に上原隆元副頭取、福田一憲大阪支店長が相次いで自殺した。2人は一連の不良債権隠し・粉飾決算を解明するキーマンと言われ、捜査当局から事情聴取を受けていた。この自殺により、他の旧経営陣の責任追及の手が緩められることになったと言われている。
なお、かつて「長銀中興の祖」「長銀のドン」と呼ばれ、「経営破綻の一番の元凶」と名指しされた杉浦敏介は、1992年（平成4年）の退職時に9億7,000万円を手にしているが、時効により刑事立件はなされなかった。歴代役員らに対する退職金の返還要求が高まる中、最後まで批判を退けていたとされるが、結局、自宅を売却し2億円を返還した。その後、杉浦は長銀が新生銀行として再出発した6年後の2006年（平成18年）に、94歳で没した。
なお、破綻処理のために日本銀行から派遣されて、長銀としては最後の頭取となった安斎隆は、アイワイバンク銀行（現：セブン銀行）に転じて同社の初代社長となり、現在はセブン銀行の代表取締役会長となっている。

### 外資売却
その後、売却にあたり、中央三井信託銀行グループ他との競争入札の末、2000年（平成12年）3月にアメリカの企業再生ファンド・リップルウッドや外国銀行らから成る投資組合「ニューLTCBパートナーズ」（New LTCB Partners CV）に10億円で売却され、同年6月に『新生銀行』に改称し、事実上の経営再建を果たしている。

## 年表
- 1952年（昭和27年）12月 - 日本長期信用銀行を設立。
- 1953年（昭和28年）
  - 1月 - 大阪支店開設。
  - 3月 - 外国為替業務認可。
- 1958年（昭和33年）12月 - 名古屋支店開設。
- 1970年（昭和45年）4月 - 東証・大証に上場。
- 1971年（昭和46年）3月 - 債券オンラインシステム稼働。
- 1973年（昭和48年）
  - 7月 - ロンドン支店開設。
  - 11月 - アジア長銀を設立。
- 1976年（昭和51年）9月 - 融資オンラインシステム稼働。
- 1981年（昭和56年）11月 - リッチョーワイド発売。
- 1982年（昭和57年）4月 - CI導入（設立30周年）。デザインはランドーアソシエイツ。
- 1983年（昭和58年）4月 - 公共債の窓口販売業務開始。長銀経営研究所設立。
- 1984年（昭和59年）6月 - 公共債のディーリング業務開始。
- 1985年（昭和60年）1月 - 債券総合口座発売。
- 1986年（昭和61年）10月 - 新預金・内国為替オンラインシステム稼働。
- 1989年1月 - 新資金為替オンライン稼働。
- 1989年（平成元年）6月 - 金融先物取引業務開始。
- 1990年（平成2年）8月 - 500円額面株式1株を50円額面株式10株に分割。
- 1991年（平成3年）11月 - 利付金融債2年物発売。
- 1993年（平成5年）
  - 7月 - 長銀証券を設立。
  - 9月 - 千代田区内幸町に新本店ビルが完成。
- 1998年（平成10年）10月 - 金融機能再生緊急措置法による特別公的管理・国有化。
- 2000年（平成12年）3月 - 投資組合に10億円で売却。

## 出身者
- 竹内宏 - 1954年入行、元長銀総合研究所理事長
- 日下公人 - 1955年入行、元取締役、元東京財団会長、多摩大学名誉教授
- 平尾光司 - 1961年入行、元副頭取、ベンチャー企業支援家、第4代昭和女子大学理事長
- 伊野部重晃 - 1964年入行、元池袋支店副長、高知銀行頭取
- 藤井保紀 - 1964年入行、元取締役ロンドン支店長、日本欧州銀行社長、熊谷組専務
- 金子一義 - 衆議院議員
- 田中通泰 - 1968年入行、元外国営業部長、亀田製菓社長
- 高井俊成 - 1969年入行、元常務執行役員、日本郵政副社長
- 高野和夫 - 1969年入行、元常務執行役員、元日立キャピタル社長
- 吉末陸一 - 1969年入行、元取締役、元INGベアリングス日本代表
- 箭内昇 - 1970年入行、元新宿支店長、元りそなホールディングス社外取締役
- 松尾泰一 - 1971年入行、元イーバンク銀行（現：楽天銀行）社長
- 永山治 - 1971年入行、中外製薬社長
- 安藤英徳 - 1974年入行、元日本橋支店長、元豊和銀行頭取
- 西尾保示 - 1974年入行、テクノプロ・ホールディングス社長兼CEO
- 松原眞樹 - 1977年入行、元KADOKAWA社長、前副会長、紀伊国屋書店社外取締役
- 安田育生 - 1977年入行、元リーマン・ブラザーズ日本代表、ピナクル会長兼社長兼CEO
- 能勢秀幸 - 1978年入行、元東京営業第一部長、元新生信託銀行社長、元大東銀行社長
- 西崎泉 - 1979年入行、ニンバスアソシエイツ社長、元マネックス・ハンブレクト会長
- 山口勝業 - 1979年入行、イボットソン・アソシエイツ日本法人会長、早稲田大学教授
- 秋岡栄子 - 1980年入行、経済エッセイスト、寧波市国際投資顧問、静岡県通商担当補佐官
- 岸田文雄 - 1982年入行、衆議院議員、元外務大臣、元自民党政調会長、自由民主党総裁、第100代・第101代内閣総理大臣
- 藤道健二 - 1983年入行、萩市長
- 堀内光一郎 - 1983年入行、富士急行社長
- 坂間英気 - 1983年入行、株式会社 Blue Planet-works 法務部長
- 白石洋一 - 1987年入行、衆議院議員
- 松田千恵子 - 1987年入行、東京都立大学教授、元ブーズ・アンド・カンパニーパートナー
- 林修 - 1989年入行、東進ハイスクール現代文科専任講師、元河合塾現代文科講師、タレント
- 若山健彦 - 1989年入行、ミナトホールディングスCEO
- 階猛 - 1991年入行、弁護士、衆議院議員
- 日野洋一 - 1991年入行、鉄人化計画創業者・元社長、東京ニューシティ管弦楽団理事長
- 上念司 - 1993年入行、経済評論家、元臨海セミナー取締役事業本部長
- 麻生巌 - 1997年入行、麻生社長
- 大西利佳子 - 1997年入行、コトラ社長

## 歴代幹部
- 原邦道 - 初代頭取、大蔵省出身
- 濱口巌根 - 二代目頭取
- 河野一之 - 副頭取、元大蔵事務次官
- 宮崎一雄 - 三代目頭取
- 杉浦敏介 - 四代目頭取
- 大野木克信 - 八代目頭取
- 鈴木恒男 - 九代目頭取
- 安斎隆 - 十代目頭取、日本銀行出身。新生銀行へ移行直前に頭取を務めた。退任後、当時のイトーヨーカ堂グループとともにアイワイバンク銀行を立ち上げた。

## 主な関連企業
- 長銀システム開発株式会社（現：新生インフォメーション・テクノロジー（株））
- ファーストクレジット株式会社

## テレビ番組
- 日経スペシャル ガイアの夜明け 外資は破たん企業を救うか〜ハゲタカ?救世主?その正体は...〜（2002年5月5日、テレビ東京）[7]